# Francesco Ruopolo
Francesco Ruopolo (Aversa, 10 marzo 1983) è un ex calciatore italiano, attaccante.

## Carriera

### Parma e i vari prestiti
Nato ad Aversa, all'età di tre anni si trasferisce a Modena dove inizia a giocare nel Carpi. Dopo un anno, viene ingaggiato dal Parma da giovanissimo e trascorre la sua adolescenza nelle giovanili della squadra crociata. Da qui tutta la trafila delle giovanili, fin quando nel 2002 viene mandato in prestito alla Pro Patria in Serie C1. All'esordio in un campionato professionistico realizza 4 reti in 32 presenze.
La stagione successiva viene mandato in prestito al Cittadella, sempre in Serie C1, dove totalizza 31 presenze e 6 reti.
Nella stagione 2004-2005 torna a Parma, dove viene aggregato alla prima squadra, in questa stessa stagione debutta in Serie A il 17 ottobre 2004 in Brescia-Parma 3-1. Alla fine della stagione il bottino nella massima divisione italiana è di 10 presenze senza alcuna rete.
Nella stessa stagione debutta anche in Coppa UEFA dove, in un incontro contro il Lokomotiv Mosca, viene notato dagli osservatori della squadra russa. La stagione seguente infatti viene rilevato in prestito dalla Lokomotiv.
Nel gennaio 2006 torna al Parma, dove colleziona altre 6 presenze in Serie A.

### Triestina e Albinoleffe
Nel luglio del 2006 viene girato in prestito ad un'ambiziosa Triestina che disputa il campionato di Serie B, ma già nel gennaio del 2007 passa all'AlbinoLeffe. Con i bergamaschi milita per tre stagioni e mezza, consacrandosi come elemento insostituibile dell'attacco, come testimoniano le 137 presenze (tutte in serie B) ed i 41 gol realizzati. Al termine della stagione 2009-2010 si svincola dai seriani. Nonostante ciò resta a Bergamo con la maglia dell'Atalanta, che lo mette sotto contratto per i successivi tre anni.

### Atalanta
Segna il primo goal con la maglia dell'Atalanta il 25 settembre 2010, nella partita contro la Reggina. Si ripete sette giorni dopo, nella trasferta di Modena contro il Sassuolo, fissando il punteggio sul 2-0 per la squadra bergamasca. Diventa una pedina fondamentale per la squadra bergamasca sfornando numerosi assist ai compagni e finendo sul tabellino dei marcatori altre tre volte, contro il Portogruaro e nel derby cittadino contro l'AlbinoLeffe, sua ex squadra, al quale rifila due reti. Rimane lontano dai campi per una quarantina di giorni a causa di una lesione al menisco procurata nell'incontro disputato contro il Cittadella. Chiude la stagione con 33 presenze (tra campionato e Coppa Italia) condite da 8 reti e con la vittoria del campionato cadetto.

### Padova
Il 18 luglio 2011 viene ufficializzato il suo passaggio a titolo definitivo al Padova. Fa il suo esordio stagionale con i biancoscudati nella partita valida per il Secondo Turno di Coppa Italia vinto per 4 a 2 ai danni del Carpi. Il 4 settembre va a segno per la prima volta con la maglia del Padova al Tombolato nel derby contro il Cittadella; in quella occasione realizzerà una doppietta (la partita finirà 4-1 per i biancoscudati). A fine stagione rimane svincolato dopo avere rescisso il contratto col club veneto.

### Reggiana
A partire da luglio 2013 si allena con la Reggiana che il 29 agosto decide di tesserarlo; il giocatore non ha potuto giocare fino al 18 ottobre 2013 a causa della squalifica comminatagli per il caso calcioscommesse.
La prima stagione coi granata è deludente, una serie infinita di lievi infortuni (dovuti alla frettolosa preparazione dopo quasi due anni di lontananza dai campi di gioco) ne minano il rendimento e la mediocrità della compagine granata (che si classificherà negli ultimi posti) non contribuisce a migliorare la situazione.
La stagione seguente invece inizia nel migliore dei modi, con Ruopolo autentico trascinatore dei granata (e spesso capitano della squadra) che a fine novembre si trovano a ridosso della zona play-off. Nella partita contro la Carrarese, il 30 novembre, mette a segno una doppietta, la prima con la maglia della Reggiana.
Oltre ad essere un buon finalizzatore si conferma anche come uomo assist, grazie alle sue sponde per i compagni; per esempio nella partita vinta per 5-0 contro il Savona non trova il goal ma totalizza ben 3 assist divenendo uomo-partita.
Il 18 marzo nella partita contro il Gubbio giocata al Mapei Stadium - Città del Tricolore realizza la sua prima tripletta in carriera; l'hattrick, realizzato tutto nel secondo tempo, ribalta il vantaggio iniziale degli ospiti e gli permette di raggiungere un nuovo record personale: infatti dopo le reti segnate nelle partite con Santarcangelo, L'Aquila e Tuttocuoio, quella col Gubbio risulta essere la quarta gara consecutiva in cui va a segno.
Conclude la sua esperienza con la Reggiana con 56 presenze e 15 gol complessivi.

### Mantova
Il 14 luglio 2015 firma un contratto biennale con la società virgiliana. Segna il suo primo gol il 13 settembre nella sconfitta per 2-1 contro il Südtirol. Si ripete il 27 settembre segnando un gol nel derby con la Cremonese (3-3) e il 18 ottobre contro il Lumezzane (2-0) in occasione della sua partita numero 400 con i club.

### Rezzato
Il 31 dicembre 2017 viene acquistato a titolo definitivo dal Rezzato, compagine bresciana appartenente a Sandro Musso e Serafino Di Loreto (gli stessi proprietari della sua ex-squadra, il Mantova), militante in Eccellenza Lombarda con la quale vincerà il suddetto campionato venendo promossa per la prima volta in Serie D.

### Coinvolgimento nel Calcioscommesse
Il giorno 11 maggio 2012 il giocatore viene messo fuori rosa a causa delle sue confessioni che lo vedevano parte attiva dello scandalo calcioscommesse. Il seguente 28 maggio gli viene inoltre imposto l'obbligo di firma. Il 31 maggio patteggiando viene squalificato per 1 anno e 4 mesi.
A seguito della lunga squalifica il 24 luglio 2012 il Padova decide di risolvere unilateralmente il contratto con l'attaccante campano.
Il 9 febbraio 2015 la procura di Cremona termina le indagini e formula per lui e altri indagati le accuse di associazione a delinquere e frode sportiva.
Nel luglio 2019 il tribunale di Bologna ha dichiarato estinta l'accusa di partecipazione ad associazione a delinquere per Ruopolo e per altri 25 imputati.

## Statistiche

### Presenze e reti nei club
| Stagione           | Squadra            | Campionato         | Campionato | Campionato | Coppe nazionali | Coppe nazionali | Coppe nazionali | Coppe continentali | Coppe continentali | Coppe continentali | Altre coppe | Altre coppe | Altre coppe | Totale | Totale |
| Stagione           | Squadra            | Comp               | Pres       | Reti       | Comp            | Pres            | Reti            | Comp               | Pres               | Reti               | Comp        | Pres        | Reti        | Pres   | Reti   |
| ------------------ | ------------------ | ------------------ | ---------- | ---------- | --------------- | --------------- | --------------- | ------------------ | ------------------ | ------------------ | ----------- | ----------- | ----------- | ------ | ------ |
| 2002-2003          | Pro Patria         | C1                 | 32         | 4          | CI-C            | ?               | ?               | -                  | -                  | -                  | -           | -           | -           | 32+    | 4+     |
| 2003-2004          | Cittadella Padova  | C1                 | 31         | 6          | CI-C            | ?               | ?               | -                  | -                  | -                  | -           | -           | -           | 31+    | 6+     |
| 2004-2005          | Parma              | A                  | 10+1       | 0          | CI              | 1               | 0               | CU                 | 9                  | 0                  | -           | -           | -           | 21     | 0      |
| 2005-gen. 2006     | Lokomotiv Mosca    | PL                 | 7          | 0          | CR              | 0               | 0               | UCL+CU             | 2+6                | 0+2                | SR          | 0           | 0           | 15     | 2      |
| gen.-giu. 2006     | Parma              | A                  | 6          | 0          | CI              | 1               | 0               | -                  | -                  | -                  | -           | -           | -           | 7      | 0      |
| Totale Parma       | Totale Parma       | Totale Parma       | 16+1       | 0          |                 | 2               | 0               |                    | 9                  | 0                  |             | -           | -           | 28     | 0      |
| 2006-gen.2007      | Triestina          | B                  | 13         | 0          | CI              | 4               | 1               | -                  | -                  | -                  | -           | -           | -           | 17     | 1      |
| gen.-giu. 2007     | AlbinoLeffe        | B                  | 19         | 8          | CI              | 0               | 0               | -                  | -                  | -                  | -           | -           | -           | 19     | 8      |
| 2007-2008          | AlbinoLeffe        | B                  | 39+4       | 11+1       | CI              | 1               | 0               | -                  | -                  | -                  | -           | -           | -           | 44     | 12     |
| 2008-2009          | AlbinoLeffe        | B                  | 40         | 13         | CI              | 2               | 1               | -                  | -                  | -                  | -           | -           | -           | 42     | 14     |
| 2009-2010          | AlbinoLeffe        | B                  | 39         | 9          | CI              | 1               | 0               | -                  | -                  | -                  | -           | -           | -           | 40     | 9      |
| Totale AlbinoLeffe | Totale AlbinoLeffe | Totale AlbinoLeffe | 137+4      | 41+1       |                 | 4               | 1               |                    | -                  | -                  |             | -           | -           | 145    | 43     |
| 2010-2011          | Atalanta           | B                  | 31         | 8          | CI              | 2               | 0               | -                  | -                  | -                  | -           | -           | -           | 33     | 8      |
| 2011-2012          | Padova             | B                  | 33         | 7          | CI              | 2               | 0               | -                  | -                  | -                  | -           | -           | -           | 35     | 7      |
| 2013-2014          | Reggiana           | 1D                 | 18         | 1          | CI-LP           | 0               | 0               | -                  | -                  | -                  | -           | -           | -           | 18     | 1      |
| 2014-2015          | Reggiana           | LP                 | 35+3       | 13+1       | CI-LP           | 2               | 0               | -                  | -                  | -                  | -           | -           | -           | 40     | 14     |
| Totale Reggiana    | Totale Reggiana    | Totale Reggiana    | 53+3       | 14+1       |                 | 2               | 0               |                    | -                  | -                  |             | -           | -           | 58     | 15     |
| 2015-2016          | Mantova            | LP                 | 18         | 5          | CI-LP           | 3               | 3               | -                  | -                  | -                  | -           | -           | -           | 21     | 8      |
| 2016-gen. 2017     | Mantova            | LP                 | 15         | 0          | CI-LP           | 1               | 0               | -                  | -                  | -                  | -           | -           | -           | 16     | 0      |
| Totale Mantova     | Totale Mantova     | Totale Mantova     | 33         | 5          |                 | 4               | 3               |                    | -                  | -                  |             | -           | -           | 37     | 8      |
| gen.-giu. 2017     | Rezzato            | ECC                | 9          | 2          | -               | -               | -               | -                  | -                  | -                  | -           | -           | -           | 9      | 2      |
| 2017-2018          | Rezzato            | D                  | 20         | 5          | CI-D            | 0               | 0               | -                  | -                  | -                  | -           | -           | -           | 20     | 5      |
| Totale Rezzato     | Totale Rezzato     | Totale Rezzato     | 29         | 7          |                 | 0               | 0               |                    | -                  | -                  |             | -           | -           | 29     | 7      |
| Totale carriera    | Totale carriera    | Totale carriera    | 415+8      | 92+2       |                 | 20+             | 5+              |                    | 17                 | 2                  |             | 0           | 0           | 460+   | 101+   |

## Palmarès

### Club

#### Competizioni nazionali
- Campionato italiano di Serie B: 1

Atalanta: 2010-2011

#### Competizioni regionali
- Eccellenza: 1

Rezzato: 2016-2017

### Nazionale
- Torneo Quattro Nazioni Under-20: 1

2002-2003